# ألين د. سكوت
ألين د. سكوت (بالإنجليزية: Allen D. Scott)‏ هو محامي وقاضي وسياسي أمريكي، ولد في 15 يناير 1831، وتوفي في 7 مارس 1897. حزبياً، نشط في الحزب الجمهوري. وقد انتخب عضو مجلس ولاية نيويورك.